# Repo

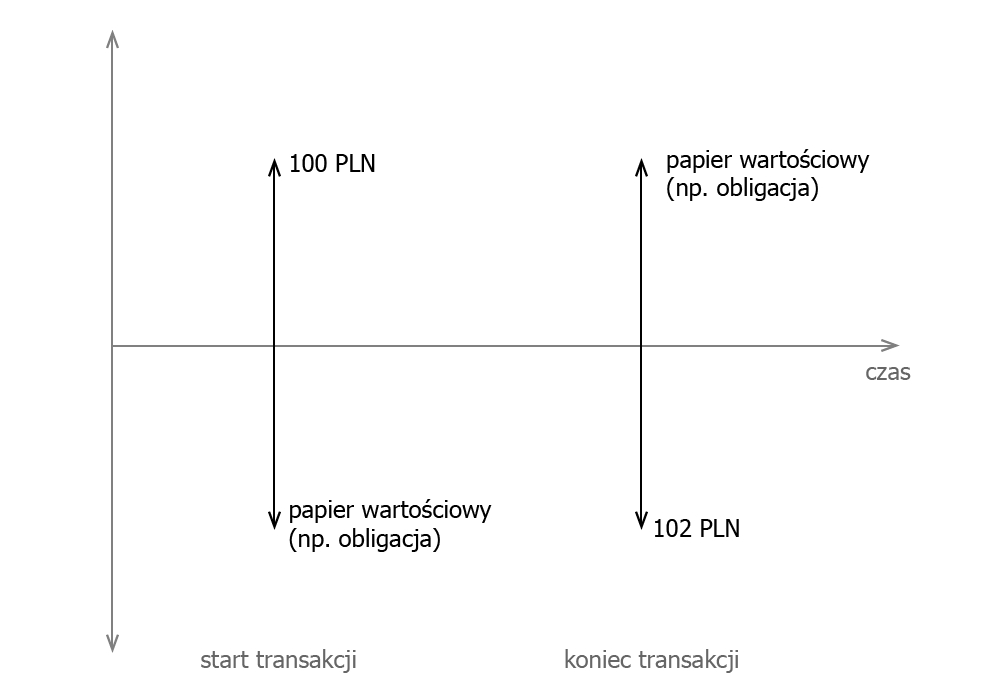
Schemat przepływów w transakcji repo

Transakcja typu repo (transakcja warunkowego zakupu, ang. repurchase transaction) – transakcja finansowa polegająca na sprzedaży papierów wartościowych i jednoczesnym zobowiązaniu się do ich odkupienia w przyszłości po z góry określonej cenie. Na transakcję repo można równoważnie patrzeć jak na pożyczkę udzieloną pod zastaw papierów wartościowych. Oprocentowanie takiej pożyczki zależy od różnicy ustalonych cen zakupu i sprzedaży papieru wartościowego będącego zabezpieczeniem transakcji repo.
Transakcje repo stanowią istotny segment rynku pieniężnego w Polsce. Ich rola wzrosła po kryzysie 2008 r. ze względu na fakt, że ryzyko kredytowe w transakcjach repo jest niższe niż w przypadku lokat międzybankowych.
Transakcją odwrotną do repo jest transakcja reverse repo (ang. reverse repurchase agreement).
Transakcje repo znajdują także zastosowanie w operacjach otwartego rynku prowadzonych przez banki centralne, wykorzystywanych do regulowania poziomu płynności sektorów bankowych. Transakcje repo zawierane przez banki centralne polegają na tym, że kupują one od banków komercyjnych papiery wartościowe, zobowiązując się jednocześnie do odsprzedaży tych papierów po określonej w dniu transakcji cenie i wyznaczonym terminie. Jest to powszechny sposób udzielania przez banki centralne krótkoterminowych pożyczek dla banków komercyjnych.